# Aiskos
Aiskos är en by i Sjundeå i Finland. Byn ligger i landskapet Nyland i Sjundeå kommuns västra del och dess grannbyar är Kockis, Pölans, Bocks, Vejans och Kittfall i Lojo. Namnets äldre belägg är till exempel Askusby och Askogh.
Aiskos är känt i skriftliga källor redan från 1500-talet. Det har alltid funnits två hemman i byn: Storaiskos och Lillaiskos.